# 半田村 (福島県)
半田村（はんだむら）は、福島県伊達郡に存在した村。1955年1月1日、合併して桑折町となったため消滅した。

## 歴史
- 1889年4月1日 - 町村制施行に伴い、南半田村，北半田村，谷地村が合併して伊達郡半田村が成立。
- 1955年1月1日 - 桑折町，睦合村，伊達崎村と対等合併して桑折町となり消滅。